# 24 Heures du Mans 1963
Navigation
Édition précédente Édition suivante
Les 24 Heures du Mans 1963 sont la 31e édition de l'épreuve et se déroulent les 15 et 16 juin 1963 sur le circuit de la Sarthe. Cette course est la dixième manche du Championnat du monde des voitures de sport 1963 (WSC - World Sportscar Championship).

## Nombre de pilotes qualifiés pour la course
Pour cette trente-et-unième édition des 24 Heures du Mans, 98 pilotes sont au départ de la course.
| 27 Français | 25 Britanniques | 15 Américains | 9 Italiens      | 6 Belges     |
| 3 Allemands | 3 Suisses       | 2 Néerlandais | 2 Sud-Africains | 1 Australien |
| 1 Brésilien | 1 Irlandais     | 1 Mexicain    | 1 Néo-Zélandais | 1 Suédois    |

## Classement final de la course

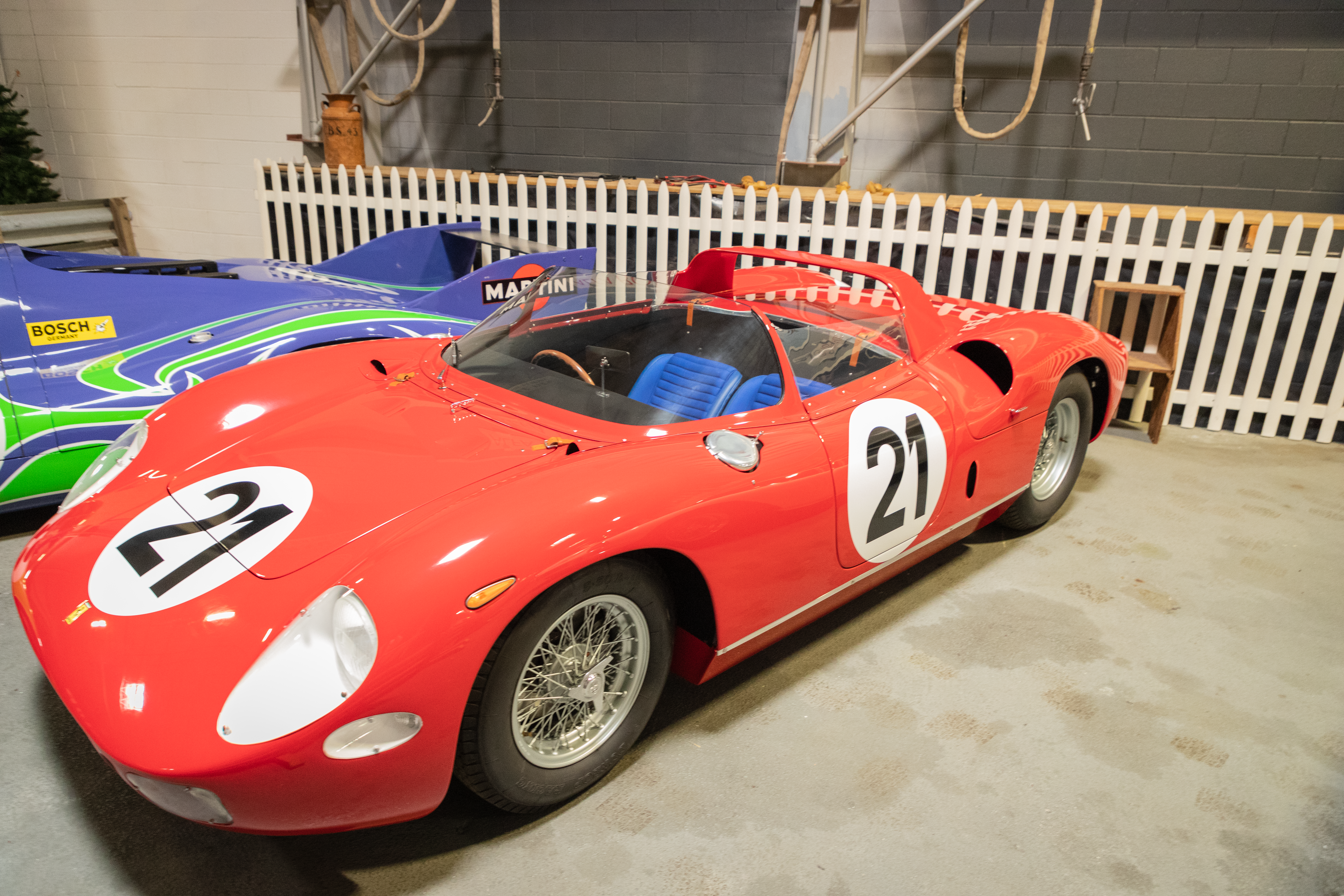
La Ferrari 250P, victorieuse de l'édition 1963.

| Pos.  | Catégorie | no | Écurie                             | Pilotes                               | Châssis                    | Moteur                        | Pneus | Tours |
| ----- | --------- | -- | ---------------------------------- | ------------------------------------- | -------------------------- | ----------------------------- | ----- | ----- |
| 1     | P 3.0     | 21 | SpA Ferrari SEFAC                  | Lorenzo Bandini Ludovico Scarfiotti   | Ferrari 250P               | Ferrari 3.0L V12              | D     | 339   |
| 2     | GT 3.0    | 24 | Équipe Nationale Belge             | Jean Blaton Gérard Langlois von Ophem | Ferrari 250 GTO            | Ferrari 3.0L V12              | D     | 323   |
| 3     | P 3.0     | 22 | SpA Ferrari SEFAC                  | Mike Parkes Umberto Maglioli          | Ferrari 250P               | Ferrari 3.0L V12              | D     | 323   |
| 4     | GT 3.0    | 25 | Écurie Francorchamps               | Pierre Dumay Léon Dernier             | Ferrari 250 GTO            | Ferrari 3.0L V12              | D     | 322   |
| 5     | P +3.0    | 12 | Maranello Concessionaires Ltd.     | Jack Sears Michael Salmon             | Ferrari 330 LMB            | Ferrari 4.0L V12              | D     | 314   |
| 6     | GT 3.0    | 26 | North American Racing Team (NART)  | Masten Gregory David Piper            | Ferrari 250 GTO LMB        | Ferrari 3.0L V12              | D     | 312   |
| 7     | GT +3.0   | 3  | AC Cars Ltd. / W. Hurlock          | Peter Bolton (de) Ninian Sanderson    | AC Cobra Hardtop           | Ford 4.7L V8                  | D     | 310   |
| 8     | P 3.0     | 28 | Porsche System Engineering         | Herbert Linge Edgar Barth             | Porsche 718/8 WRS Spyder   | Porsche 2.0L Flat-8           | D     | 300   |
| 9     | GT +3.0   | 15 | Briggs S. Cunningham               | Briggs S. Cunningham Bob Grossman     | Jaguar type E Lightweight  | Jaguar 3.8L I6                | D     | 283   |
| 10    | GT 1.3    | 39 | Team Elite                         | John Wagstaff Pat Ferguson            | Lotus Elite Mk14           | Coventry Climax 1.2L I4       | D     | 270   |
| 11    | P 3.0     | 53 | Automobiles René Bonnet            | Jean-Pierre Beltoise Claude Bobrowski | René Bonnet Aérodjet LM6   | Renault-Gordini 1.1L I4       | D     | 269   |
| 12    | GT 2.0    | 31 | Alan Hutcherson                    | Alan Hutcherson Paddy Hopkirk         | MG B Hardtop               | MG 1.8L I4                    | D     | 264   |
| N. c. | -         | 00 | Owen Racing Organisation           | Graham Hill Richie Ginther            | Rover-BRM                  | Rover 2.0L turbine            | D     | 310   |
| N. c. | P 3.0     | 41 | Automobiles René Bonnet            | Bruno Basini Robert Bouharde          | René Bonnet Aérodjet       | Renault-Gordini 1.1L I4       | D     | 211   |
| Abd.  | P 3.0     | 23 | SpA Ferrari SEFAC                  | John Surtees Willy Mairesse           | Ferrari 250P               | Ferrari 3.0L V12              | D     | 252   |
| Abd.  | P 3.0     | 50 | Société des Automobiles Alpine     | Bernard Boyer Guy Verrier             | Alpine M63                 | Renault-Gordini 1.0L I4       | D     | 227   |
| Abd.  | GT 1.6    | 32 | Sunbeam Talbot                     | Jack Lewis Keith Ballisat             | Sunbeam Alpine             | Sunbeam 1.6L I4               | D     | 200   |
| Abd.  | GT 1.3    | 38 | Team Elite                         | Frank Gardner John Coundley           | Lotus Elite Mk14           | Coventry Climax 1.2L I4       | D     | 167   |
| Abd.  | GT 1.6    | 34 | Scuderia St. Ambroeus              | Giancarlo Sala Romolo Rossi           | Alfa Romeo Giulietta SZ    | Alfa Romeo 1.6L I4            | P     | 165   |
| Abd.  | P +3.0    | 6  | Lola Cars Ltd.                     | Richard Attwood David Hobbs           | Lola Mk6 GT                | Ford 4.6L V8                  | D     | 151   |
| Abd.  | P +3.0    | 7  | David Brown / Aston Martin Lagonda | William Kimberley Jo Schlesser        | Aston Martin DP214         | Aston Martin 3.7L I6          | D     | 139   |
| Abd.  | P +3.0    | 11 | North American Racing Team (NART)  | Dan Gurney Jim Hall                   | Ferrari 330 LMB            | Ferrari 4.0L V12              | G     | 126   |
| Abd.  | GT +3.0   | 4  | Ed Hugus                           | Ed Hugus Peter Jopp                   | AC Cobra Coupé             | Ford 4.7L V8                  | D     | 127   |
| Abd.  | GT 2.0    | 30 | Porsche System Engineering         | Heinz Schiller Ben Pon                | Porsche 356B 2000GS GT     | Porsche 2.0L Flat-4           | D     | 115   |
| Abd.  | P +3.0    | 10 | North American Racing Team (NART)  | Pedro Rodríguez Roger Penske          | Ferrari 330 TRI/LM         | Ferrari 4.0L V12              | G     | 113   |
| Abd.  | P 3.0     | 44 | Lawrence Tune Engineering          | Chris Lawrence Chris Spender          | Deep Sanderson 301         | BMC 1.0L I4                   | D     | 110   |
| Abd.  | P 3.0     | 27 | Porsche System Engineering         | Jo Bonnier Tony Maggs                 | Porsche 718/8 GTR Coupé    | Porsche 2.0L Flat-8           | D     | 109   |
| Abd.  | GT 3.0    | 20 | SpA Ferrari SEFAC                  | Fernand Tavano Carlo Maria Abate      | Ferrari 250 GTO            | Ferrari 3.0L V12              | D     | 105   |
| Abd.  | P 3.0     | 58 | Jean-Georges Branche               | Jean-Georges Branche Claude Dubois    | Fiat-Abarth 850TC          | Fiat 0.8L I4                  | M     | 96    |
| Abd.  | P 3.0     | 42 | Donald Healey Motor Company        | Sir John Whitmore Bob Olthoff         | Austin-Healey Sprite 1100  | BMC 1.1L I4                   | D     | 94    |
| Abd.  | GT 2.0    | 29 | Porsche System Engineering         | Gerhard Koch Carel Godin de Beaufort  | Porsche 356B 2000GS GT     | Porsche 2.0L Flat-4           | D     | 94    |
| Abd.  | GT 1.6    | 33 | Sunbeam Talbot                     | Peter Harper Peter Procter            | Sunbeam Alpine             | Sunbeam 1.6L I4               | D     | 93    |
| Abd.  | P +3.0    | 9  | Pierre Noblet                      | Pierre Noblet Jean Guichet            | Ferrari 330 LMB            | Ferrari 4.0L V12              | D     | 75    |
| Abd.  | GT 1.6    | 35 | Scuderia St. Ambroeus              | Giampiero Biscaldi Sergio Pedretti    | Alfa Romeo Giulietta SZ    | Alfa Romeo 1.6L I4            | P     | 70    |
| Abd.  | GT +3.0   | 19 | Jean Kerguen                       | Jean Kerguen Jacques Dewes            | Aston Martin DB4 GT Zagato | Aston Martin 3.8L I6          | D     | 69    |
| Abd.  | P 3.0     | 49 | Société des Automobiles Alpine     | René Richard Piero Frescobaldi        | Alpine M63                 | Renault-Gordini 1.0L I4       | D     | 63    |
| Abd.  | GT +3.0   | 8  | David Brown / Aston Martin Lagonda | Innes Ireland Bruce McLaren           | Aston Martin DP214         | Aston Martin 3.7L I6          | D     | 59    |
| Abd.  | P 3.0     | 48 | Société des Automobiles Alpine     | José Rosinski Christian Heins         | Alpine M63                 | Renault-Gordini 1.0L I4       | D     | 50    |
| Abd.  | P 3.0     | 52 | Urbain Fabre                       | Jean-Pierre Manzon Jean Rolland       | René Bonnet Aérodjet LM6   | Renault-Gordini 1.0L I4       | D     | 47    |
| Abd.  | P +3.0    | 2  | Maserati France / Johnny Simone    | André Simon Lloyd Casner              | Maserati Tipo 151/3        | Maserati 4.9L V8              | D     | 40    |
| Abd.  | GT +3.0   | 16 | Briggs S. Cunningham               | Paul Richards Roy Salvadori           | Jaguar type E Lightweight  | Jaguar 3.8L I6                | D     | 40    |
| Abd.  | P +3.0    | 17 | Peter J. Sargent                   | Peter Sargent Peter Lumsden           | Lister Coup2               | Jaguar 3.8L I6                | D     | 29    |
| Abd.  | P +3.0    | 18 | David Brown / Aston Martin Lagonda | Phil Hill Lucien Bianchi              | Aston Martin DP215         | Aston Martin 4.0L I6          | D     | 29    |
| Abd.  | P 3.0     | 54 | Automobiles René Bonnet            | Gérard Leureau Jean Vinatier          | René Bonnet RB5            | Renault 0.7L I4               | D     | 25    |
| Abd.  | GT +3.0   | 14 | Briggs S. Cunningham               | Walt Hansgen Augie Pabst              | Jaguar type E Lightweight  | Jaguar 3.8L I6                | D     | 8     |
| Abd.  | GT 1.6    | 36 | Scuderia Filipinetti               | Karl Foitek Armand Schäfer            | Alfa Romeo Giulietta GZ    | Alfa Romeo 1.6L I4            | D     | 7     |
| Abd.  | P 3.0     | 51 | Automobiles René Bonnet            | Roger Masson (de) Pierre Monneret     | René Bonnet Aérodjet LM6   | Renault-Gordini 1.0L i4       | D     | 4     |
| Abd.  | P 3.0     | 55 | « Sarayac »                        | Guy Flayac Lucien Barthe              | Fiat-Abarth 1000SP         | Fiat 1.0L I4                  | M     | 3     |
| Abd.  | P 3.0     | 56 | Auto Union GmbH                    | Alain Bertaut André Guilhaudin        | CD 3                       | DKW-Manztel 0.7L I3 (2-temps) | M     | 1     |

Détails :
- La no 00 Rover BRM n'a pas été classée car elle courait en tant qu'invitée et ne pouvait pas prétendre au classement officiel. Elle aurait pu être classée en 7e position.
- La no 53 René Bonnet Aérodjet LM 6 n'a pas été classée pour distance parcourue insuffisante (moins de 70 % de la distance parcourue par le 1er de l'épreuve).

Note :
- Dans la colonne Pneus[1] apparaît l'initiale du fournisseur, il suffit de placer le pointeur au-dessus du modèle pour connaître le manufacturier de pneumatiques.

## Pole position et record du tour
- Pole position :  Pedro Rodríguez (no 10, Ferrari 330 TRI-LM, North American Racing Team) en 3 min 50 s 9 (209,873 km/h)
- Meilleur tour en course :  John Surtees (no 23, Ferrari 250 P, SpA Ferrari SEFAC) en 3 min 53 s 2 (207,714 km/h)

## Prix et trophées
- Victoire au classement à l'indice de rendement énergétique :  Automobiles René Bonnet (no 53, René Bonnet Aérodjet LM 6)
- Victoire au classement à l'indice de performance :  SpA Ferrari SEFAC (no 21, Ferrari 250 P)

## Heures en tête
| no | Voiture      | Écurie            | Pilotes                             | Heures    | Total     |
| -- | ------------ | ----------------- | ----------------------------------- | --------- | --------- |
| 2  | Maserati 151 | Johnny Simone     | André Simon Lucky Cassner           | 1re à 2e  | 2 heures  |
| 22 | Ferrari 250P | SpA Ferrari SEFAC | Mike Parkes Umberto Maglioli        | 3e        | 1 heure   |
| 23 | Ferrari 250P | SpA Ferrari SEFAC | John Surtees Willy Mairesse         | 4e à 18e  | 15 heures |
| 21 | Ferrari 250P | SpA Ferrari SEFAC | Lorenzo Bandini Ludovico Scarfiotti | 19e à 24e | 6 heures  |

## À noter
- Longueur du circuit : 13,461 km
- Distance parcourue : 4 561,710 km
- Vitesse moyenne : 190,071 km/h
- Écart avec le 2e : 215,390 km
- Affluence : 300 000 spectateurs

### Filmographie
- Les 24 heures du Mans en 1963 filmées par Bertrand Chaudet, à voir sur le site de la Cinémathèque de Bretagne